# 金秉泰
金 秉泰（きん へいたい、キム・ビョンテ、朝鮮語: 김병태、1887年（高宗24年 / 明治20年）7月24日　- 1943年（昭和18年）7月24日）は、明治から昭和にかけての満州国、朝鮮総督府官僚。日本名は金村泰男。

## 経歴
1887年に慶尚北道栄州で生まれた。1910年に日語速成学校を卒業し、朝鮮総督府に奉職する。永川郡書記を経て、1921年に醴泉郡守に昇進し、漆谷郡守、開城府府尹を歴任した。
1933年には満州国に奉職し、吉林省公署理事官、間島省公署民政庁長、満州国地籍整理局事務官を歴任した。1938年に朝鮮総督府に戻り、平安南道参与官兼産業部長を経て、1939年に黄海道知事に任命された。在任中には国民精神総動員朝鮮連盟黄海道連盟会長を兼職。1940年に日本名に創氏改名し、1942年に全羅北道知事に転じ、1943年に退官。退官後は朝鮮石炭株式会社取締役に就いたが、7月24日に死去。

## 死後
2004年に韓国で成立した日帝強占下反民族行為真相糾明に関する特別法によって、親日反民族行為者に認定された。